# North Catasauqua
North Catasauqua es un borough ubicado en el condado de Northampton en el estado estadounidense de Pensilvania. En el año 2000 tenía una población de 2.814 habitantes y una densidad poblacional de 1,477 personas por km².

## Geografía
North Catasauqua se encuentra ubicado en las coordenadas 40°39′43″N 75°28′34″O / 40.66194, -75.47611.

## Demografía
Según la Oficina del Censo en 2000 los ingresos medios por hogar en la localidad eran de $39,375 y los ingresos medios por familia eran $47,214. Los hombres tenían unos ingresos medios de $35,324 frente a los $26,250 para las mujeres. La renta per cápita para la localidad era de $19,424. Alrededor del 6.6% de la población estaba por debajo del umbral de pobreza.